# Paco Valladares
Francisco Valladares Barragán, conegut artísticament com Paco Valladares (Pilas, Sevilla, 20 d'agost de 1935-Madrid, 17 de març de 2012), va ser un actor espanyol de teatre, cinema, doblatge i televisió.
Va desenvolupar una extensa carrera professional, principalment en el teatre, on va intervenir en nombroses de les principals produccions dramàtiques que s'han realitzat en el panorama teatral espanyol durant els últims cinquanta anys.
Un dels últims treballs realitzats, ho va portar de gira per tot Espanya amb la comèdia policíaca Trampa mortal d'Ira Levin, al costat de María Garralón, Alejandro Navamuel, Marisa Segovia y Rafael Esteban.
Dotat d'una magnífica veu i amb formació musical, Valladares va intervenir com a intèrpret dramàtic en concerts simfònics i en comèdies musicals d'èxit; la més recent Víctor o Victoria de Blake Edwards amb música de Henry Mancini, adaptada i dirigida per Jaime Azpilicueta, estrenada a Madrid el 28 de setembre de 2005.

## Biografia
A l'edat de set anys es trasllada amb la seva família de Sevilla a Madrid ciutat en la qual va viure des de llavors. Als catorze forma part d'una cèlebre companyia de teatre infantil en el desaparegut Teatre Fontalba de Madrid.
Cursa estudis d'Art Dramàtic en el Conservatori de Madrid (avui Reial Escola d'Art Dramàtic de Madrid) i té com a professors a Mercedes Prendes i a Manuel Dicenta. També rep classes particulars de José Franco. Posseeix formació musical, havent rebut lliçons de cant de Marimí del Pozo, deixebla de José María Alvira i de Ana Higueras.
Està lligat a la televisió des dels seus orígens el 1956, on va ser el primer locutor de continuïtat de Televisió Espanyola (TVE). Intervé en els espais dramàtics de TVE. Presenta programes de varietats i participa en magazins en els quals interpreta diversos sketchs còmics.
En els anys 80, els de la Movida madrilenya, va tenir un espai televisiu en el qual declamava les lletres de les cançons més populars del moment: les lletres de les cançons més heavies, més punkies... com si es tractés de clàssics del Segle d'Or.
A l'abril de 2009 rep el Premi Mayte de teatre a la labor de tota una vida i en 2011 reconeixements com la Investidura de Mayoral d'Honor de la Confraria del Vi de Valdepeñas (Ciudad Real) o el nomenament com Quixot Universal a Mota del Cuervo (Conca).
Mor la tarda del 17 de març de 2012 als 76 anys, a conseqüència de la leucèmia, després de complicar-se la malaltia amb una pneumònia.

## Televisió i ràdio
En 1956, procedent del quadre d'actors de Ràdio Nacional d'Espanya, passa a ser el primer locutor de continuïtat de Televisió Espanyola, al costat de Laura Valenzuela, Blanca Álvarez Mantilla, David Cubedo i Jesús Álvarez.
Protagonitza Diego de Acevedo (1966), la primera sèrie filmada que realitza TVE, i més tard protagonitza David Copperfield, dirigida per Juan Guerrero Zamora, que es pot considerar com la primera novel·la de llarga durada en la història de la televisió a Espanya.
Va ser la primera veu que es va escoltar a les 19.30 hores, en Canal Sur 1, fent una descripció de la Andalusia Mil·lenària, obrint les emissions del llavors nou canal andalús.
Protagonitza grans obres del teatre espanyol i universal realitzades en l'espai “Estudio 1” i intervé en altres sèries produïdes per TVE al llarg de gairebé 20 anys. Presenta programes de varietats com Noches de Gala (1994) i Suena la Copla. Participa amb números musicals a les gales anuals de Castilla-La Mancha Televisión.
Participa als magazins que dirigeix María Teresa Campos, Ésta es su casa (TVE 1990-1991), Pasa la vida (TVE 1991-1996) Día a día (1996-2004) a Telecinco i Cada día (2004-2005) a Antena 3, en els que interpreta diversos sketchs còmics, sent el més famós, la recreació d'un matrimoni de ficció amb María Teresa Campos, del qual cal destacar l'etapa en la qual el matrimoni recreava un noticiari en clau d'humor.

## Cinema
També participa com a actor o narrador en algunes pel·lícules com:
| Any  | Títol                           | Personatge                    | Director                   | Gènere          | Durada |
| ---- | ------------------------------- | ----------------------------- | -------------------------- | --------------- | ------ |
| 1962 | La gran familia                 | Novio 2                       | Fernando Palacios          | Comèdia/Drama   | 1h 44m |
| 1963 | Llegar a más                    | Fill propietari cotxe Florida | Jesús Fernández Santos     | Drama           | 1h 24m |
| 1964 | Franco: ese hombre              | Veus                          | José Luis Sáenz de Heredia | Documental      | 1h 37m |
| 1965 | El arte de vivir                | Santiago                      | Julio Diamante             | Drama           | 1h 25m |
| 1966 | El juego de la oca              | Muñoz                         | Manuel Summers             | Drama/Comèdia   | 1h 52m |
| 1970 | Orloff y el hombre invisible    | Le docteur Garondet           | Pierre Chevalier           | Terror          | 1h 22m |
| 1972 | Dos chicas de revista           | Mario                         | Mariano Ozores             | Comèdia musical | 1h 26m |
| 1974 | Un hombre como los demás        |                               | Pedro Masó                 | Drama           | 1h 32m |
| 1975 | Ligeramente viudas              | José Luis                     | Javier Aguirre             | Comèdia         | 1h 34m |
| 1975 | Tres suecas para tres Rodríguez | Richard                       | Pedro Lazaga               | Comèdia         | 1h 30m |
| 1975 | Virilidad a la española         | Dr. Mejía                     | Francisco Lara Polop       | Comedia         | 1h 30m |
| 1976 | Más allá del deseo              | Nicolau                       | José Antonio Nieves Conde  | Drama           | 1h 33m |
| 1978 | El hombre que supo amar         | Juan Dios (veu)               | Miguel Picazo              | Drama           | 1h 35m |
| 1979 | La familia, bien, gracias       | Alberto Muñoz                 | Pedro Masó                 | Comèdia/Drama   | 1h 44m |
| 1982 | Pestañas postizas               | El gran Charly                | Enrique Belloch            | Drama           | 1h 24m |
| 1982 | La vida, el amor y la muerte    | Hugo                          | Carlos Puerto              | Comèdia         | 1h 38m |
| 1984 | Las alegres chicas de Coslada   | Alfonso                       | Rafael Gil                 | Comèdia         | 1h 50m |
| 1986 | Hay que deshacer la casa        | Político                      | José Luis García Sánchez   | Comèdia/Drama   | 1h 30m |
| 1991 | El gran truco                   | Paco                          | José Luis Garci            | Terror          | 48m    |
| 1999 | Manolito Gafotas                | Cura                          | Luis Miguel Albaladejo     | Comèdia         | 1h 26m |
| 2005 | El Secreto de la Abuela         |                               | Belén Anguas               |                 | 1h 42m |